# Vivian (personaje)
Vivian (ビビアン Bibian?) es un personaje que aparece en el videojuego de rol Paper Mario: The Thousand-Year Door. Inicialmente sirve como enemiga del  personaje jugador Mario, luego se une al grupo de fiesta adespués de que él la ayuda. En la versión japonesa original y en algunas traducciones europeas, ella es una mujer trans, mientras que el guion en los lanzamientos iniciales en inglés fue modificado para eliminar cualquier mención de su identidad de género; en el guion en inglés del remake de Nintendo Switch de 2024, se restaura su condición transgénero.

## Concepto y creación
Vivian es de color púrpura, parecida a un fantasma, con cabello rosado, guantes blancos y un sombrero a rayas rosas y blancas, con la capacidad de esconderse en las sombras y manipular las llamas. Sus dos hermanas mayores, Beldam y Marilyn, usan sombreros azul y amarillo respectivamente y varían en tamaño.
En la versión japonesa original, Vivian es una mujer transgénero que se describe a sí misma como una de "las tres hermanas en la sombra". Posteriormente, Beldam la regaña, quien la malgeneriza y la llama hombre. Esto se trasladó a las traducciones francesa y española. Cuando Paper Mario: The Thousand-Year Door se tradujo al inglés y al alemán, no se mencionó el estatus de Vivian como mujer trans y la transfobia de su hermana se cambió por insultos sobre su apariencia. En localizaciones del juego que no son inglés ni alemán, Vivian todavía es reconocida como transgénero. La versión italiana, en particular, enfatiza su condición de mujer trans al hacer que Vivian exprese orgullo por haber hecho la transición; ella rechaza el acoso de su hermana diciendo: "¡Estoy orgullosa de haberme convertido en mujer!".
En la localización en inglés del remake, se la presenta como una mujer transgénero.

## Apariciones
Vivian apareció por primera vez en el videojuego de rol de 2004 Paper Mario: The Thousand-Year Door. En la historia del juego, inicialmente trabaja como miembro de Shadow Sirens, que incluye a sus dos hermanas Beldam y Marilyn, trabajando contra Mario y sus aliados. Vivian auxilia a Mario cuando él la ayuda a encontrar un objeto perdido, sin saber su identidad real. Cuando descubre quién es, Vivian inicialmente se muestra reacia a ayudarlo más, pero decide unirse a él debido al abuso que sufrió por parte de Beldam y la amabilidad que Mario le mostró. Al final de la historia, Beldam promete tratarla mejor. Hará otra aparición en la nueva versión de 2024.
También aparece en un cameo en la secuela, Super Paper Mario, tanto como una tarjeta coleccionable como un muñeco de peluche propiedad de un personaje. También aparece como coleccionable en Super Smash Bros. Brawl y Super Smash Bros. Ultimate.

## Recepción
Vivian ha recibido una recepción mayoritariamente positiva desde su aparición en Paper Mario: The Thousand-Year Door, convirtiéndose en un personaje popular. El escritor de Nintendojo, Mel Turnquist, incluyó la decisión de Vivian de permanecer al lado de Mario como uno de sus momentos más inspiradores en los videojuegos, debido en parte a que ella también era la hermana menor de su familia. Liberty Voice calificó la deserción de Vivian de sus hermanas al lado de Mario como algo relacionado con los niños. Inverse incluyó a Vivian en una serie donde discuten posibles inclusiones de Super Smash Bros., expresando la esperanza de que se la incluya en lugar de una opción más tradicional como Paper Mario.
Ha recibido especial atención por su condición de personaje transgénero. IGN incluyó a Vivian en sus personajes LGBTQ+ favoritos. Elogiaron a Vivian por no ser definida por su condición de persona trans, aunque expresaron su decepción por el cambio de mujer trans a mujer cis en los lanzamientos en inglés debido a que Vivian es uno de los pocos personajes trans de calidad en los videojuegos. La drag queen Daphne J. Sumtimez incluyó a Vivian como uno de sus ídolos. En su ensayo sobre personajes transgénero, los autores Emil Christenson y Danielle Unéus analizan a Vivian y cómo se diseña su feminidad. Mencionan las muñecas dobladas de Vivian y su sonrisa frecuente como cualidades femeninas que normalmente muestra. También mencionan el color rosa de su sombrero, y señalan que el contraste entre sus hermanas puede ser intencional para realzar su feminidad. Reconocen la transfobia que Vivian recibe de su hermana Beldam, pero comentan que se representa negativamente debido a que ella es una villana. El autor Nicholas Taylor la incluye en una sección sobre personajes transgénero en el libro Queerness in Play, donde analiza cómo el papel de Vivian en la narrativa puede ayudar a personas que juegan a comprender sus experiencias con el género, la identidad y la expresión.
Sin embargo, algunos críticos estaban disgustados con la forma en que se presentó el género de Vivian en la localización japonesa. La escritora Laura Kate Dale criticó el diálogo en el juego que decía que ella en algún momento fue un hombre, sintiendo que sugería que no era realmente una mujer. En su desglose de la representación LGBTQ+ en los videojuegos, los escritores Quincy Nolan e Ian Laih-Nolan incluyeron a Vivian, criticando de manera similar el lenguaje utilizado en la versión japonesa para describirla, pero señalando que eso no quita su "presencia de género". Vivian ha sido comparada con su compañero personaje trans de Nintendo, Birdo, a quien también se le asigna un género incorrecto en algunos juegos y se le eliminó su identidad trans en las localizaciones en inglés.